# 奥林匹克大桥
奥林匹克大橋（韩语：／ Ollimpik Daegyo）是一条横跨汉江的桥梁，位于韩国首尔。桥梁两端连接广津区和松坡区，于1985年11月20日开始建造，原计划在1988年夏季奥林匹克运动会举行前落成，但由于建造过程中倒塌，故需要延迟到1990年6月通车。大桥全长1,470米，桥塔高度为88米，宽度为30米。